# Peter Schmeichel
Peter Schmeichel (Gladsaxe, Dánia, 1963. november 18. –) dán labdarúgókapus. Pályafutása során játszott a dán Hvidovre IF (1984–1986) és Brøndby IF (1987–1991), az angol Manchester United FC (1991–1999), a portugál Sporting CP (1999–2001) és az angol Aston Villa FC (2001–2002) együttesében. Fia, Kasper szintén a dán válogatott kapusa.

## A Manchester United-ben
Schmeichel 1991-ben került a Unitedhez mindössze 550 ezer angol fontért. Alex Ferguson az évszázad üzletének nevezte 2000-ben. Ő volt a kezdő kapusa az 1992-es Európa-bajnok dán csodacsapatnak, ebben az évben el is nyerte a Világ legjobb kapusa címet. Az 1992–1993-as bajnoki évben 22 gól nélküli mérkőzéssel abszolválta a bajnokságot, ami nagyban hozzásegítette a Unitedet a bajnoki cím megszerzéséhez. 1994 januárjában mégis veszélybe került manchesteri pályafutása, amikor a United félidőben 3–0-ra vezetett a Liverpool FC ellen, azonban a végeredmény mégis 3–3 lett, köszönhetően Schmeichel potyáinak, amiért Alex Ferguson nyilvánosan kritizálta is. Schmeichel ezáltal az eladás közelébe került, azonban pár nappal később bocsánatot kért az egész csapattól és az edzői stábtól, s így Ferguson eltekintett az eladásától.
Az utolsó éve a manchesteri csapatnál a legendás 1999-es év volt, amikor a csapat triplázni tudott (bajnokság, FA Kupa, Bajnokok Ligája). Az utolsó mérkőzése, a 398., pont a Bajnokok Ligája döntője volt, ahol csapatkapitányként vezethette ki övéit a gyepre, és ahol a csapat a hosszabbításban szerzett két góllal megfordította a már vesztésre álló meccset. Annak ellenére, hogy később játszott a helyi rivális Manchester City FC-ben, örökre megmaradt a United legnagyobb egyesének.

## Sikerei, díjai

### Klub
- Brøndby
  - Dán bajnok: 1987, 1988, 1990, 1991
  - Dán kupa: 1989

- Manchester United
  - Angol bajnok: 1992–93, 1993–94, 1995–96, 1996–97, 1998–99
  - Angol kupa: 1993–94, 1995–96, 1998–99
  - Bajnokok ligája-győztes 1998–99
  - UEFA-szuperkupa: 1991

### Válogatott
- Dánia
  - Európa-bajnok: 1992

A dán válogatottban 104-szer szerepelt, és egy gólt szerzett.

## Statisztikái

### Klubcsapatokban
| Klub teljesítmény | Klub teljesítmény | Klub teljesítmény | League          | League | Kupa            | Kupa  | League Cup      | League Cup | Nemzetközi      | Nemzetközi | Egyéb           | Egyéb | Összesen        | Összesen |
| Klub              | Szezon            | Bajnokság         | Pályára lépések | Gólok  | Pályára lépések | Gólok | Pályára lépések | Gólok      | Pályára lépések | Gólok      | Pályára lépések | Gólok | Pályára lépések | Gólok    |
| ----------------- | ----------------- | ----------------- | --------------- | ------ | --------------- | ----- | --------------- | ---------- | --------------- | ---------- | --------------- | ----- | --------------- | -------- |
| Hvidovre          | 1984              | 1st Division      | 20              | 0      |                 |       | —               | —          | —               | —          | —               | —     | 20              | 0        |
| Hvidovre          | 1985              | 1st Division      | 28              | 6      |                 |       | —               | —          | —               | —          | —               | —     | 28              | 6        |
| Hvidovre          | 1986              | 2nd Division      | 30              | 0      |                 |       | —               | —          | —               | —          | —               | —     | 30              | 0        |
| Hvidovre          | összesen          | összesen          | 78              | 6      |                 |       | —               | —          | —               | —          | —               | —     | 78              | 6        |
| Brøndby           | 1987              | 1st Division      | 23              | 2      |                 |       | —               | —          | 2               | 0          | —               | —     | 25              | 2        |
| Brøndby           | 1988              | 1st Division      | 26              | 0      |                 |       | —               | —          | 4               | 0          | —               | —     | 30              | 0        |
| Brøndby           | 1989              | 1st Division      | 26              | 0      |                 |       | —               | —          | 2               | 0          | —               | —     | 28              | 0        |
| Brøndby           | 1990              | 1st Division      | 26              | 0      |                 |       | —               | —          | 2               | 0          | —               | —     | 28              | 0        |
| Brøndby           | 1991              | Superliga         | 18              | 0      |                 |       | —               | —          | 10              | 0          | —               | —     | 28              | 0        |
| Brøndby           | összesen          | összesen          | 119             | 2      |                 |       | —               | —          | 20              | 0          | —               | —     | 139             | 2        |
| Manchester United | 1991–92           | First Division    | 40              | 0      | 3               | 0     | 6               | 0          | 3               | 0          | 1               | 0     | 53              | 0        |
| Manchester United | 1992–93           | Premier League    | 42              | 0      | 3               | 0     | 2               | 0          | 1               | 0          | —               | —     | 48              | 0        |
| Manchester United | 1993–94           | Premier League    | 40              | 0      | 7               | 0     | 8               | 0          | 4               | 0          | 1               | 0     | 60              | 0        |
| Manchester United | 1994–95           | Premier League    | 32              | 0      | 7               | 0     | 0               | 0          | 3               | 0          | 1               | 0     | 43              | 0        |
| Manchester United | 1995–96           | Premier League    | 36              | 0      | 6               | 0     | 1               | 0          | 2               | 1          | —               | —     | 45              | 1        |
| Manchester United | 1996–97           | Premier League    | 36              | 0      | 3               | 0     | 0               | 0          | 9               | 0          | 1               | 0     | 49              | 0        |
| Manchester United | 1997–98           | Premier League    | 32              | 0      | 4               | 0     | 0               | 0          | 7               | 0          | 1               | 0     | 44              | 0        |
| Manchester United | 1998–99           | Premier League    | 34              | 0      | 8               | 0     | 0               | 0          | 13              | 0          | 1               | 0     | 56              | 0        |
| Manchester United | összesen          | összesen          | 292             | 0      | 41              | 0     | 17              | 0          | 42              | 1          | 6               | 0     | 398             | 1        |
| Sporting CP       | 1999–2000         | Primeira Liga     | 28              | 0      | 2               | 0     | —               | —          | 2               | 0          | —               | —     | 32              | 0        |
| Sporting CP       | 2000–01           | Primeira Liga     | 27              | 0      | 0               | 0     | —               | —          | 4               | 0          | 3               | 0     | 34              | 0        |
| Sporting CP       | összesen          | összesen          | 55              | 0      | 2               | 0     | —               | —          | 6               | 0          | 3               | 0     | 66              | 0        |
| Aston Villa       | 2001–02           | Premier League    | 29              | 1      | 1               | 0     | 2               | 0          | 4               | 0          | —               | —     | 36              | 1        |
| Manchester City   | 2002–03           | Premier League    | 29              | 0      | 1               | 0     | 1               | 0          | —               | —          | —               | —     | 31              | 0        |
| Karrier összesen  | Karrier összesen  | Karrier összesen  | 602             | 9      | 45              | 0     | 20              | 0          | 72              | 1          | 9               | 0     | 748             | 10       |

### A válogatottban
| Dánia    | Dánia           | Dánia |
| Év       | Pályára lépések | Gól   |
| -------- | --------------- | ----- |
| 1987     | 5               | 0     |
| 1988     | 11              | 0     |
| 1989     | 12              | 0     |
| 1990     | 10              | 0     |
| 1991     | 7               | 0     |
| 1992     | 12              | 0     |
| 1993     | 9               | 0     |
| 1994     | 7               | 0     |
| 1995     | 8               | 0     |
| 1996     | 10              | 0     |
| 1997     | 6               | 0     |
| 1998     | 10              | 0     |
| 1999     | 11              | 0     |
| 2000     | 10              | 1     |
| 2001     | 1               | 0     |
| összesen | 129             | 1     |